# Clara Tauson
Clara Tauson (* 21. Dezember 2002 in Gentofte) ist eine dänische Tennisspielerin.

## Karriere
Tauson, die mit sechs Jahren das Tennisspielen begann, bevorzugt das Spiel auf Sandplätzen. Sie war eine herausragende Juniorin und erreichte nach dem Sieg beim AGL Loy Yang Power Traralgon International sowie ihrem anschließenden Triumph im Finale des Nachwuchswettbewerbs der Australian Open 2019 gegen Leylah Fernandez die Nummer eins der Junioren-Tennisweltrangliste. Außerdem siegte sie 2018 beim renommierten Osaka Mayor’s Cup, gewann im selben Jahr das Perin Memorial sowie die Internationaux de Tennis Junior Banque Nationale du Canada und holte nach einem Sieg über Maja Chwalińska den Einzeltitel bei den Tenniseuropameisterschaften der Junioren. Auch im Doppel war sie erfolgreich und sicherte sich 2018 an der Seite von Anastassija Tichonowa den Titel bei den Porto Alegre Junior Championships.
Schon 2017 debütierte Tauson auf dem ITF Women’s Circuit und errang bei ihrer dritten Turnierteilnahme ihren ersten Profititel, auf den 2019 vier weitere folgten darunter zwei der $60.000-Kategorie. Im gleichen Jahr spielte sie in Lugano erstmals ein Turnier auf der WTA Tour und qualifizierte sich dort auf Anhieb fürs Hauptfeld, wo sie jedoch in der ersten Runde ausschied. Anfang 2020 gewann sie zwei weitere ITF-Turniere, ehe Tauson bei den French Open 2020 zum Ersten Mal in der Qualifikation zu einem Grand-Slam-Turnier an den Start ging. Dort rückte sie nach drei Siegen sogleich in die Hauptrunde vor und setzte sich zum Auftakt gegen Jennifer Brady durch, bevor sie in der zweiten Runde unterlag. Nach dem Gewinn zweier weiterer ITF-Turniere der $25.000-Kategorie zum Beginn der Saison 2021, errang sie in Lyon aus der Qualifikation heraus durch einen Sieg gegen Viktorija Golubic ihren ersten WTA-Titel und erreichte damit die Top 100 der Tennisweltrangliste.
Zwar konnte Tauson ihre starke Form während der anschließenden Sand- und Rasenplatzsaison nicht aufrechterhalten, doch meldete sie sich mit dem Gewinn eines Turniers der WTA Challenger Series in Chicago, wo sie im Finale Emma Raducanu schlug, stark zurück. Ihr bestes Tennis zeigte sie anschließend wieder in der Halle und errang in Luxemburg durch einen Erfolg über Jeļena Ostapenko ihren zweiten WTA-Titel. Bei ihrer dritten Finalteilnahme 2021 zum Saisonabschluss in Courmayeur musste sie sich aber Donna Vekić geschlagen geben.
Zu Beginn der Saison 2022 rückte Tauson bei den Australian Open erstmals in die dritte Runde eines Grand-Slam-Turniers vor und landete dabei gegen Anett Kontaveit ihren ersten Sieg gegen eine Top-10-Spielerin. Im Anschluss erzielte sie mit Platz 33 ihre bis dahin beste Weltranglistenposition.
Beim 2:1-Erfolg gegen Ägypten 2017 gab Tauson ihren Einstand für die dänische Fed-Cup-Mannschaft. Seitdem hat sie für ihr Land zehn Begegnungen im Einzel und Doppel bestritten, von denen sie fünf gewinnen konnte (Einzelbilanz 5:4).

## Turniersiege

### Einzel
| Nr. | Datum              | Turnier      | Kategorie      | Belag             | Finalgegnerin            | Ergebnis         |
| --- | ------------------ | ------------ | -------------- | ----------------- | ------------------------ | ---------------- |
| 1.  | 5. November 2017   | Stockholm    | ITF $15.000    | Hartplatz (Halle) | Jekaterina Jaschina      | 6:3, 6:2         |
| 2.  | 3. März 2019       | Monastir     | ITF W15        | Hartplatz         | Arianne Hartono          | 6:2, 6:1         |
| 3.  | 17. März 2019      | Shenzhen     | ITF W60        | Hartplatz         | Liu Fangzhou             | 6:4, 6:3         |
| 4.  | 24. März 2019      | Xiamen       | ITF W15        | Hartplatz         | Guo Meiqi                | 2:6, 6:3, 6:2    |
| 5.  | 14. September 2019 | Meitar       | ITF W60        | Hartplatz         | Katharina Hobgarski      | 4:6, 6:3, 6:1    |
| 6.  | 23. Februar 2020   | Glasgow      | ITF W25        | Hartplatz (Halle) | Wiktorija Tomowa         | 6:4, 6:0         |
| 7.  | 23. August 2020    | Oeiras       | ITF W15        | Sand              | María Gutiérrez Carrasco | 6:3, 6:2         |
| 8.  | 23. Januar 2021    | Fudschaira   | ITF W25        | Hartplatz         | Viktorija Golubic        | 6:0, 4:6, 6:3    |
| 9.  | 21. Februar 2021   | Altenkirchen | ITF W25        | Teppich (Halle)   | Simona Waltert           | 3:6, 6:1, 6:3    |
| 10. | 7. März 2021       | Lyon         | WTA 250        | Hartplatz (Halle) | Viktorija Golubic        | 6:4, 6:1         |
| 11. | 22. August 2021    | Chicago      | WTA Challenger | Hartplatz         | Emma Raducanu            | 6:1, 2:6, 6:4    |
| 12. | 19. September 2021 | Luxemburg    | WTA 250        | Hartplatz (Halle) | Jeļena Ostapenko         | 6:3, 4:6, 6:4    |
| 13. | 3. Dezember 2022   | Wolkenstein  | ITF W25        | Hartplatz (Halle) | Emina Bektas             | 6:3, 7:5         |
| 14. | 19. Februar 2023   | Altenkirchen | ITF W60        | Teppich (Halle)   | Greet Minnen             | 7:65, 4:6, 6:2   |
| 15. | 5. Januar 2025     | Auckland     | WTA 250        | Hartplatz         | Naomi Ōsaka              | 4:6, 0:0 Aufgabe |

## Karrierestatistik und Turnierbilanz

### Einzel
Die letzte Aktualisierung erfolgte nach dem WTA-Turnier in Bad Homburg 2025.
| Turnier                      | 2017              | 2018              | 2019              | 2020              | 2021              | 2022              | 2023              | 2024      | 2025      | T / T       | S/N         | Sieg%       |
| ---------------------------- | ----------------- | ----------------- | ----------------- | ----------------- | ----------------- | ----------------- | ----------------- | --------- | --------- | ----------- | ----------- | ----------- |
| Australian Open              | –                 | –                 | –                 | –                 | Q1                | 3                 | –                 | 2         | 3         | 0 / 3       | 5:3         | 63 %        |
| French Open                  | –                 | –                 | –                 | 2                 | 2                 | –                 | 3                 | AF        | 3         | 0 / 5       | 9:5         | 64 %        |
| Wimbledon                    | –                 | –                 | –                 | n. a.             | 1                 | 1                 | Q3                | 1         | AF        | 0 / 4       | 3:4         | 43 %        |
| US Open                      | –                 | –                 | –                 | –                 | 2                 | 1                 | 2                 | 2         |           | 0 / 4       | 3:4         | 43 %        |
| Doha                         | a. K.             | –                 | a. K.             | –                 | a. K.             | 2                 | a. K.             | –         | 1         | 0 / 2       | 1:2         | 33 %        |
| Dubai                        | –                 | a. K.             | –                 | a. K.             | –                 | a. K.             | –                 | –         | F         | 0 / 1       | 5:1         | 83 %        |
| Indian Wells                 | –                 | –                 | –                 | n. a.             | –                 | 3                 | –                 | Q2        | 3         | 0 / 2       | 2:2         | 50 %        |
| Miami                        | –                 | –                 | –                 | n. a.             | –                 | 1                 | –                 | 2         | 3         | 0 / 3       | 2:3         | 40 %        |
| Madrid                       | –                 | –                 | –                 | n. a.             | –                 | 1                 | –                 | Q1        | 2         | 0 / 2       | 0:2         | 0 %         |
| Rom                          | –                 | –                 | –                 | –                 | –                 | –                 | –                 | 2         | AF        | 0 / 2       | 3:2         | 60 %        |
| Kanada                       | –                 | –                 | –                 | n. a.             | –                 | –                 | –                 | 1         |           | 0 / 1       | 0:1         | 0 %         |
| Cincinnati                   | –                 | –                 | –                 | –                 | –                 | Q1                | –                 | Q1        |           | 0 / 0       | 0:0         | –           |
| Peking                       | –                 | –                 | –                 | nicht ausgetragen | nicht ausgetragen | nicht ausgetragen | –                 | 2         |           | 0 / 1       | 1:1         | 50 %        |
| Wuhan                        | –                 | –                 | Q1                | nicht ausgetragen | nicht ausgetragen | nicht ausgetragen | nicht ausgetragen | –         |           | 0 / 0       | 0:0         | –           |
| Olympische Spiele            | nicht ausgetragen | nicht ausgetragen | nicht ausgetragen | nicht ausgetragen | –                 | n. a.             | n. a.             | 1         | n. a.     | 0 / 1       | 0:1         | 0 %         |
| Billie Jean King Cup         | –                 | K2                | K1                | K2                | K2                | –                 | K1                | PO        |           | 0 / 5       | 15:5        | 75 %        |
| Statistik                    | Statistik         | Statistik         | Statistik         | Statistik         | Statistik         | Statistik         | Statistik         | Statistik | Statistik | S/N         | S/N         | Sieg%       |
| Turnierteilnahmen            | 3                 | 3                 | 16                | 10                | 20                | 19                | 22                | 27        | 14        | Gesamt: 134 | Gesamt: 134 | Gesamt: 134 |
| Erreichte Finals             | 2                 | 0                 | 6                 | 2                 | 6                 | 2                 | 2                 | 2         | 2         | Gesamt: 24  | Gesamt: 24  | Gesamt: 24  |
| Gewonnene Titel              | 1                 | 0                 | 4                 | 2                 | 5                 | 1                 | 1                 | 0         | 1         | Gesamt: 15  | Gesamt: 15  | Gesamt: 15  |
| Hartplatz-Siege/-Niederlagen | 5:0               | 0:0               | 26:5              | 18:5              | 37:9              | 26:16             | 18:15             | 24:19     | 17:6      | 171:75      | 171:75      | 70 %        |
| Sand-Siege/-Niederlagen      | 10:2              | 5:3               | 16:8              | 12:2              | 4:5               | 0:1               | 13:5              | 14:5      | 4:5       | 78:36       | 78:36       | 68 %        |
| Rasen-Siege/-Niederlagen     | 0:0               | 0:0               | 0:0               | 0:0               | 0:2               | 0:1               | 2:1               | 0:3       | 3:2       | 5:9         | 5:9         | 36 %        |
| Teppich-Siege/-Niederlagen   | 0:0               | 0:0               | 0:0               | 0:0               | 4:0               | 0:0               | 5:0               | 0:1       | 0:0       | 9:1         | 9:1         | 90 %        |
| Gesamt-Siege/-Niederlagen    | 15:2              | 5:3               | 42:13             | 30:7              | 45:16             | 26:18             | 38:21             | 38:28     | 24:13     | 263:121     | 263:121     | 68 %        |
| Sieg%                        | 88 %              | 63 %              | 76 %              | 81 %              | 74 %              | 59 %              | 64 %              | 58 %      | 65 %      | Gesamt:     | Gesamt:     | 68 %        |
| Jahresendposition            | 938               | 863               | 267               | 152               | 44                | 128               | 85                | 52        |           | N/A         | N/A         | N/A         |

Zeichenerklärung: S = Turniersieg; F, HF, VF, AF = Einzug ins Finale / Halbfinale / Viertelfinale / Achtelfinale; 1, 2, 3 = Ausscheiden in der 1. / 2. / 3. Hauptrunde; KF (kleines Finale) = unterlegen im Spiel um Platz drei; RR = Round Robin (Gruppenphase); n. a. = nicht ausgetragen; a. K. = andere Kategorie; PO (Play-off) = Auf- und Abstiegsrunde im Billie Jean King Cup; K1, K2, K3 = Teilnahme in der Kontinentalgruppe I, II, III im Billie Jean King Cup.
Anmerkung: Diese Statistik berücksichtigt alle Ergebnisse im Einzel bei ITF- und WTA-Turnieren. Als Quelle dient die ITF-Seite der Spielerin. Dargestellt sind nur WTA-Turniere der Kategorien Premier Mandatory und Premier 5 (2009–2020) bzw. die WTA-Turniere der Kategorie 1000 (seit 2021).

## Weltranglistenpositionen am Saisonende
| Jahr   | 2017 | 2018 | 2019 | 2020 | 2021 | 2022 | 2023 | 2024 |
| ------ | ---- | ---- | ---- | ---- | ---- | ---- | ---- | ---- |
| Einzel | 938  | 863  | 267  | 152  | 44   | 128  | 85   | 52   |
| Doppel | —    | —    | —    | 630  | 450  | 848  | —    | 1027 |

## Persönliches
Ihr Onkel ist der ehemalige Tennisspieler Michael Tauson.